# Hypochrysops
Hypochrysops är ett släkte av fjärilar. Hypochrysops ingår i familjen juvelvingar.

## Bildgalleri

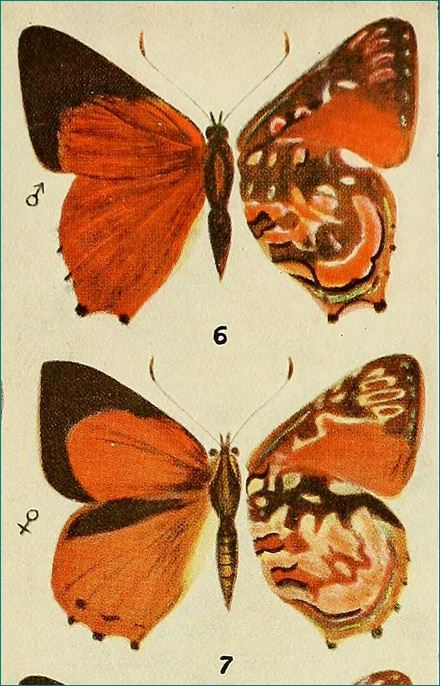
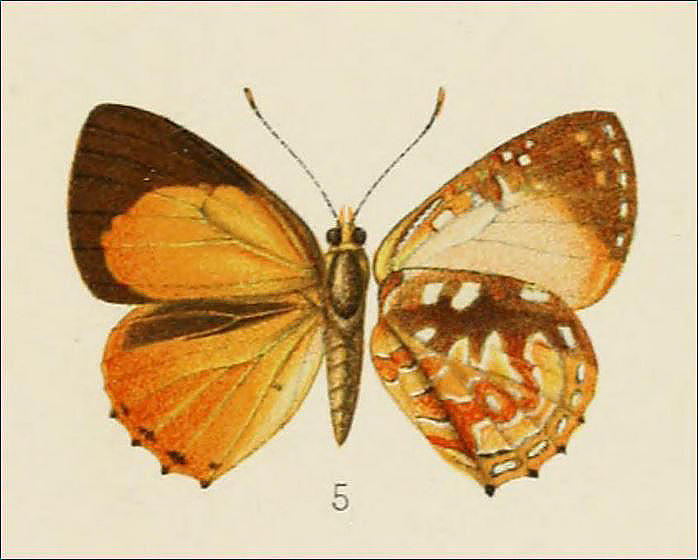
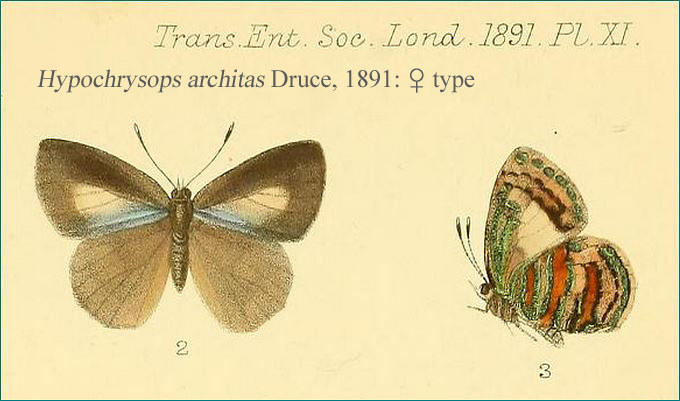
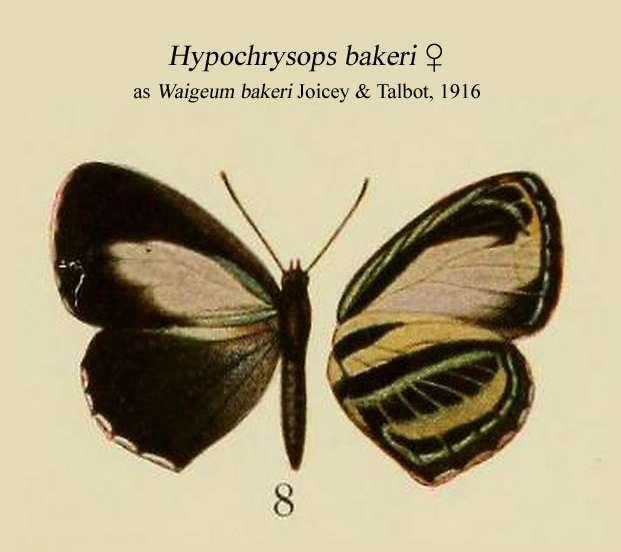
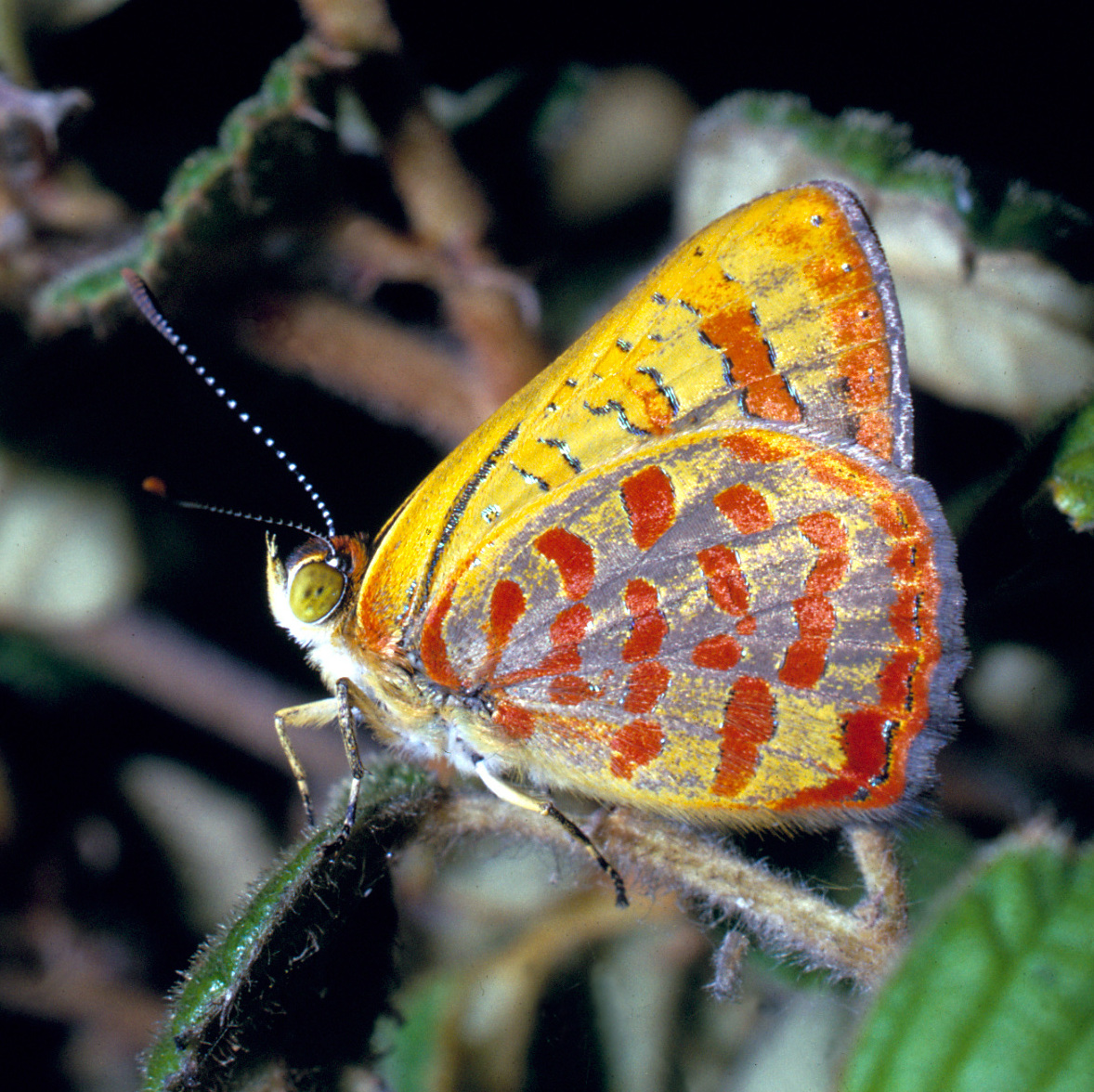
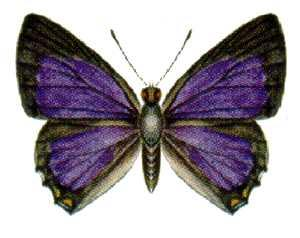

## Dottertaxa tillHypochrysops, i alfabetisk ordning[1]
- Hypochrysops alix
- Hypochrysops alyattes
- Hypochrysops anacletus
- Hypochrysops antiphon
- Hypochrysops apelles
- Hypochrysops architas
- Hypochrysops argyriorufa
- Hypochrysops aristocles
- Hypochrysops arronica
- Hypochrysops atromarginata
- Hypochrysops aurifer
- Hypochrysops barnardi
- Hypochrysops boisduvali
- Hypochrysops brunnea
- Hypochrysops calliphon
- Hypochrysops carmen
- Hypochrysops carolina
- Hypochrysops carveri
- Hypochrysops chrysanthis
- Hypochrysops chrysargyra
- Hypochrysops chrysodesmus
- Hypochrysops chrysonotus
- Hypochrysops chrysotoxus
- Hypochrysops cleon
- Hypochrysops cleonides
- Hypochrysops constancea
- Hypochrysops cratevas
- Hypochrysops cyane
- Hypochrysops delicia
- Hypochrysops delos
- Hypochrysops dicomus
- Hypochrysops digglesi
- Hypochrysops dohertyi
- Hypochrysops drucei
- Hypochrysops dryope
- Hypochrysops duaringae
- Hypochrysops elgneri
- Hypochrysops emiliae
- Hypochrysops epicletus
- Hypochrysops epicurus
- Hypochrysops epopus
- Hypochrysops eratosthenes
- Hypochrysops eucletus
- Hypochrysops eunice
- Hypochrysops felderi
- Hypochrysops gemma
- Hypochrysops halyaetus
- Hypochrysops hecalius
- Hypochrysops herdonius
- Hypochrysops hermogenes
- Hypochrysops heros
- Hypochrysops hippuris
- Hypochrysops honora
- Hypochrysops hylaithus
- Hypochrysops hypates
- Hypochrysops hypocletus
- Hypochrysops ignita
- Hypochrysops imogena
- Hypochrysops kaystrus
- Hypochrysops kerri
- Hypochrysops linas
- Hypochrysops linos
- Hypochrysops lucilla
- Hypochrysops meeki
- Hypochrysops menandrus
- Hypochrysops menyllus
- Hypochrysops mioswara
- Hypochrysops mirabilis
- Hypochrysops narcissus
- Hypochrysops oineus
- Hypochrysops olliffi
- Hypochrysops pagenstecheri
- Hypochrysops piceata
- Hypochrysops plotinus
- Hypochrysops polemon
- Hypochrysops polycletus
- Hypochrysops protogenes
- Hypochrysops regina
- Hypochrysops rex
- Hypochrysops rovena
- Hypochrysops rufimargo
- Hypochrysops rufinus
- Hypochrysops sabirius
- Hypochrysops scintillans
- Hypochrysops seuthes
- Hypochrysops singkepe
- Hypochrysops squalliensis
- Hypochrysops taeniata
- Hypochrysops theon
- Hypochrysops theonides
- Hypochrysops theophanes
- Hypochrysops thesaurus
- Hypochrysops wendisi
- Hypochrysops vulcanicus
- Hypochrysops zeuxis